# Kathleen McKane Godfree

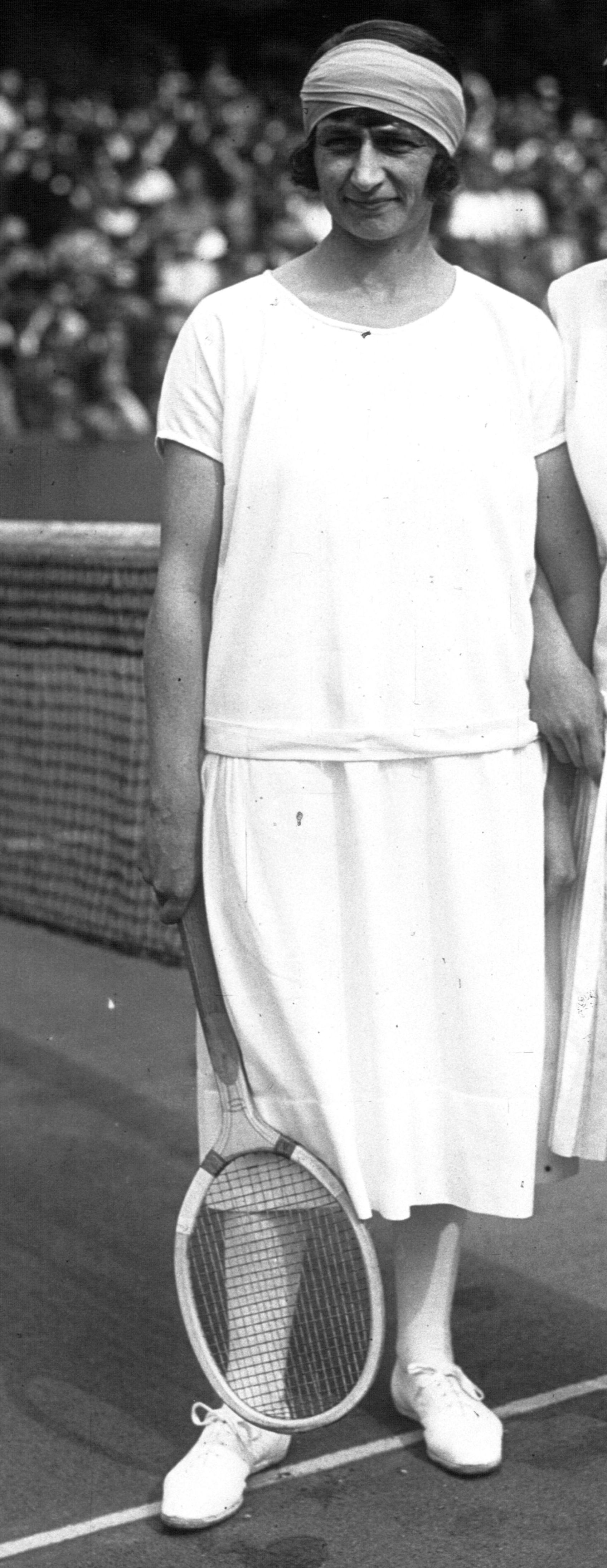
Kathleen McKane Godfree en 1925.

Kathleen "Kitty" McKane Godfree (Londres, Inglaterra, 7 de mayo de 1896-19 de junio de 1992) fue una tenista y jugadora de bádminton inglesa.
Ganó dos Campeonatos de Wimbledon en la categoría femenina individual en 1924 y en 1926. En los mismos años ganó junto con su esposo, Leslie Godfree también la categoría de dobles mixtos, algo que nadie más ha logrado. En los Juegos Olímpicos de 1920 y de 1924 ganó un total de 5 medallas, entre ellas el oro en el dobles femeninos. En 1978 se incluyó a Kitty McKane Godfree en el Hall of Fame del deporte del tenis.
En 1924 y 1925 ganó el torneo de All England de bádminton en su categoría mixta junto a Frank Devlin; en 1920, 1921, 1922 y 1924 el individual y en 1921 y 1924 el dobles femeninos. 